# Ya no danzo al son de los tambores
«Ya no danzo al son de los tambores» es una canción del grupo musical español El Último de la Fila, incluida en su álbum de estudio Como la cabeza al sombrero.

## Descripción
La canción se publicó como el primer sencillo del álbum, con los temas Otro verano y Vamos, en la cara B.
Se ha considerado como el primer éxito arrollador del grupo.
La canción fue número uno de la lista de éxitos elaborada por la cadena musical Los 40 Principales, el 13 de agosto de 1988.